# Pako
Pako je naselje v Občini Borovnica. Leži na robu Ljubljanskega barja, okrog 2 km severno od Borovnice. Cerkev sv. Miklavža v vasi se prvič omenja leta 1521; spada pod borovniško župnijo. Poleg le-te se nahaja še znamenit vodnjak sv. Miklavža oz. sv. Nikolaja, ki je bil leta 2011 popolnoma obnovljen. Postavljena je tudi nova kapelica.

## Vir
1. ↑  »Prebivalstvo po spolu in po starosti, občine in naselja, Slovenija, letno«. Statistični urad Republike Slovenije.